# Planeta Pérez Prado
Planeta Pérez Prado es una serie de televisión que, a lo largo de ocho capítulos, retrata los productos que encontramos habitualmente en nuestro entorno. Qué son, dónde se originan, cómo inciden en nuestra vida y en las problemáticas del país y del mundo. Una serie sobre medio ambiente, impacto social y ciencia. 
Los Pérez Prado serán nuestros guías que vivirán las trágicas y divertidas relaciones en cadena que pueden llegar a provocar una gotera en la cocina,   un par de lentes, un ladrillo o un celular. Tras esos objetos existe un mundo sorprendente por descubrir. Una serie que nos hace ver el mundo de otra manera. 
El proyecto será transmitido por Canal 13 y cuenta con el apoyo del Concurso de Desarrollo de Proyectos Cinematográficos, Corfo 2007 y del Fondo del Consejo Nacional de Televisión de Chile 2006. 
Es un proyecto asociativo entre Errante producciones y La Cooperativa, sociedad creativa y de trabajo que reúne a los directores Francisco Hervé , Lorena Giachino y Paola Castillo , la guionista Valeria Vargas , y el periodista Rodolfo Gárate.
El núcleo de los Pérez Prado está formado por los padres Ricardo y Margarita, y los hijos Diana y Domingo; quienes de manera lúdica y educativa darán a conocer distintas problemáticas actuales relacionadas con la radiación solar, la destrucción del Amazonas y la capa de ozono, entre otros temas

## Personajes
Padres:
- Ricardo Pérez Prado

- Diana Pérez Prado

Hijos:
- Diana Pérez Prado

- Domingo Pérez Prado